# Трейсі Макфарлен
Трейсі Макфарлен (англ. Tracey McFarlane, 20 липня 1966) — американська плавчиня.
Призерка Олімпійських Ігор 1988 року.
Чемпіонка світу з водних видів спорту 1991 року.
Призерка Пантихоокеанського чемпіонату з плавання 1989 року.